# ジョン・レノンの殺害
ジョン・レノン射殺事件（ジョン・レノンしゃさつじけん）とは、1980年12月8日(月)22時50分ごろ、ビートルズのメンバーであったジョン・レノン( John Lennon )がアメリカ・ニューヨーク市にある高級集合住宅ダコタ・ハウスの入口において、マーク・チャップマン(Mark David Chapman)に銃撃され殺害された事件である。

## 事件当日の出来事

### フォトセッションとインタビュー
1980年12月8日(月)の午前中、雑誌『ローリング・ストーン』のチーフ・カメラマンだったアニー・リーボヴィッツが、掲載用写真の撮影を行うため、レノンの自宅を訪れた。リーボヴィッツは当初、レノン単独の撮影をしようとしていた。しかし、レノンはオノ・ヨーコが共に表紙に載ることを強く主張した ため、夫妻の写真を撮影することにした。11月に発売されたアルバム『ダブル・ファンタジー』では、整髪料をまったくつけないマッシュルームカットの髪型に眼鏡を外し、ビートルズ全盛期のころのように若返った姿が話題を呼んだが、この日のレノンは髪を切り、グリースでリーゼント風に整えて撮影に臨んだ。その姿はデビュー前のハンブルク時代を彷彿とさせるものであった撮影が終了し、リーボヴィッツは15時30分にダコタ・ハウスを出た。
レノンはしばらくくつろいだ後、今度は RKOラジオ・ネットワークの音楽番組で放送されるサンフランシスコのDJ、デーヴ・ショリン( Dave Sholin )によるインタビューに応じた。結果的に最後となったこのインタビューでレノンは、新作アルバムや近況、クオリーメン、マッカートニーやハリスンとの出会いについて語っていた。そして、「死ぬならヨーコより先に死にたい」「死ぬまではこの仕事を続けたい」などと発言をしていた。インタビューが終了した17時40分、レノン夫妻はレコード・プラント・スタジオに向かうため自宅を後にした。

### 犯人マーク・デイヴィッド・チャップマンとの接触
レノン夫妻は迎えのリムジンがなかなか来なかったので、RKOのスタッフと相乗りすることにした。車に向かう途中、レノンにサインを求める人が数名近づいてきたが、その中に犯人のチャップマンがいた。ハワイのホノルルから来た当時25歳の元警備員は、10月にもレノンの殺害を実行するため一度ニューヨークを訪れていたが、そのときは心変わりして帰郷していた。チャップマンは、同日の午前中からダコタ・ハウスの外でレノンを待ち構えており、午後にはベビーシッターのヘレン・シーマン( Helen Seaman )と共に帰宅したレノンの当時5歳の息子 ショーンにも接触している。チャップマンによれば、彼はショーンの手をちょっとの間、触ったという。
チャップマンはレノンにアルバム『ダブル・ファンタジー』を無言で手渡した。それにサインし終えたレノンは「君がほしいのはこれだけかい？」と尋ねると、チャップマンは笑顔で頷いた。写真家でレノンのファンでもあるポール・ゴレシュ( Paul Goresh )は、この瞬間を写真に収めていた。
レノン夫妻は22時50分頃に自宅に戻るまで、数時間レコード・プラント・スタジオで過ごした後、夕食をとるために近くのレストランステージ・デリへ向かうことにしたが、レノンが急遽ショーンにおやすみのあいさつをしたいということで、いったん自宅に戻ることになった。
レノンは長い時間待つファンに対し、誰にでもサインや写真撮影に応じていた。レノンは、2日前の12月6日のBBCラジオ1でのインタビューで、DJのアンディー・ピーブルズに対し「みんなやって来てはサインをねだったり、'ハイ'とあいさつしたりするだけで、困るようなことをするわけじゃない」と話している。そのため、レノン夫妻はダコタ・ハウスのより安全な中庭でリムジンを停車させる代わりに、手前の72丁目で車を降りた。

### 銃撃
ダコタ・ハウスのドアマンで元CIAのエージェントのホセ・サンヘニス・ペルドモと付近にいたタクシー運転手は、チャップマンが歩道上で玄関アーチの陰に潜んで立っていたのを目撃していた。レノンはチャップマンの前を通り過ぎる際、チャップマンを一瞥し、数時間前に会ったことを思い出していたようであったという。その数秒後、チャップマンはチャーター・アームズ社製の.38スペシャル弾用回転式拳銃、アンダーカバーでレノンの背中の中央に狙いを定め、 ホローポイント弾を5発、およそ3メートル（9～10フィート）離れたところから立て続けに発射した。その夜にニューヨーク市警察が出した声明、その他メディアの報道によれば、チャップマンは発砲する前に大声で「ミスター・レノン？」と呼びかけ、銃を戦闘態勢で構えた。しかし、後に開かれた公判での聴取及び目撃者へのインタビューでは「ミスター・レノン？」という呼びかけや戦闘態勢についての言及はない。チャップマン自身は、発砲前にレノンの名前を呼んだか覚えていないと述べているが、1992年にバーバラ・ウォルターズから受けたインタビューでは、戦闘態勢を取ったこと自体については認めている。1発目の銃弾はレノンに命中せず頭部のそばをかすめてダコタ・ハウスの窓に当たった。続く2発の銃弾はレノンの背中左側に命中し、その後2発がレノンの左肩を貫通した。レノンは銃傷と口から酷く出血し、「撃たれた、撃たれた！」と言いながらダコタ・ハウスの受付への階段をふらふらと5段登った。そこでレノンは床の上に崩れ落ちた。ダコタ・ハウスのコンシェルジュ、ジェイ・ヘーステングス( Jay Hastings )は、まず止血帯を作りはじめたが、複数の銃傷による苦痛をやわらげるためレノンの血染めのシャツを取り、すぐに自分の制服のジャケットをレノンの胸部に被せ、血のついた眼鏡を外してから警察を呼んだ。
外ではドアマンのペルドモが、チャップマンの手を揺さぶって銃を離させると、その銃を歩道の端へ蹴り飛ばした。するとチャップマンは武器を隠し持っていないことを示すためにコートと帽子を取って警察の到着に備えたうえで、歩道に腰かけた。ペルドモが「お前は自分が何をしでかしたのか分かってるのか？」と大声で問いかけると、チャップマンは静かに「ジョン・レノンを撃っただけさ」と静かに答えた。

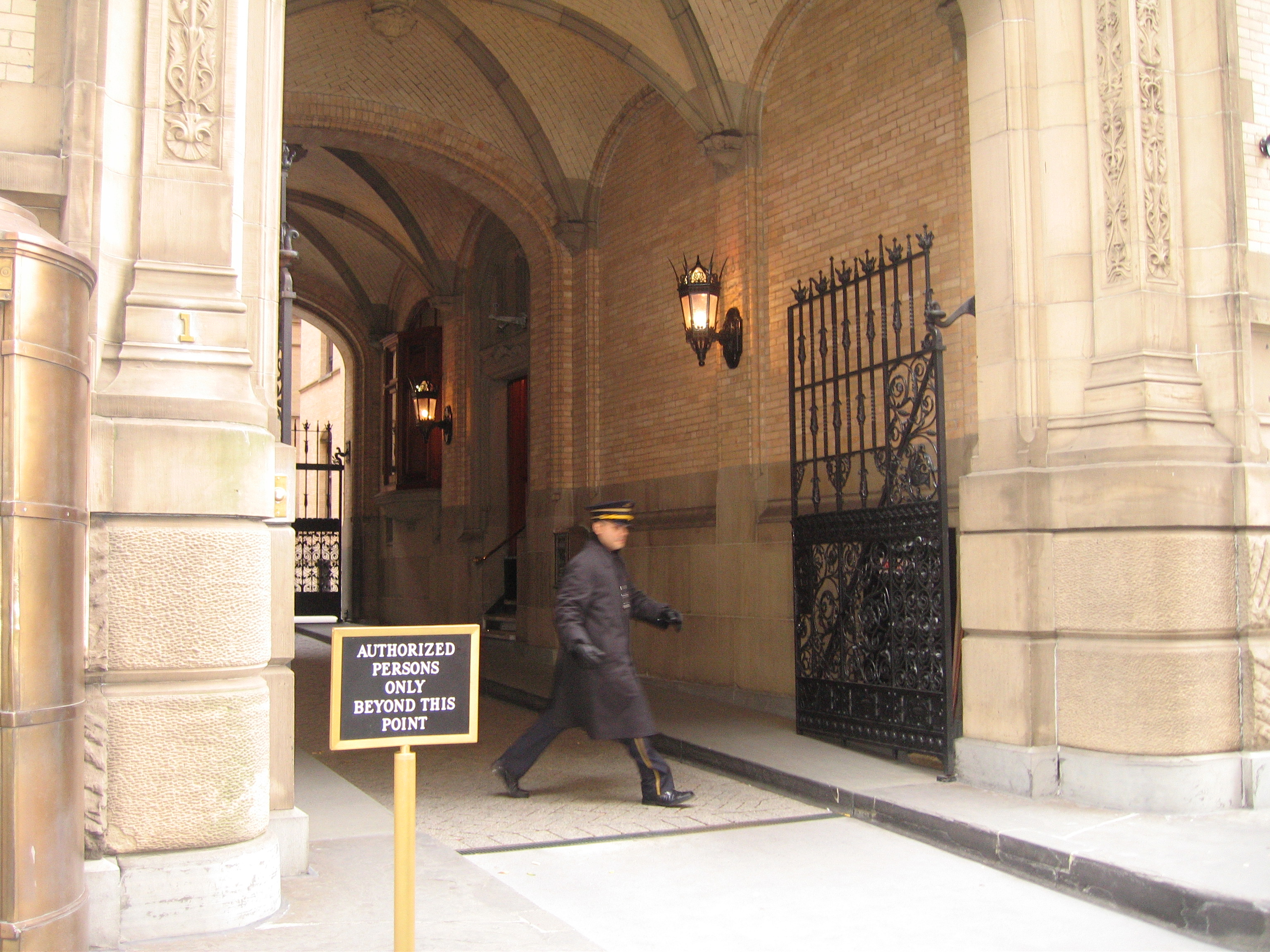
ダコタ・ハウスの玄関　レノンがロビーに倒れこむ前に上った階段が見える

現場に最初に到着した警官はスティーヴ・スパイロ( Steve Spiro )とピーター・カレン( Peter Cullen )で、発砲事件の通報を受けたときには、72丁目とブロードウェイ の辺りにいた。それからおよそ2分後に警官たちが現場に到着すると、「とても静かに」歩道上に座っているチャップマンを見つけた。そのときチャップマンは、銃を路上に放り出してJ・D・サリンジャーの『ライ麦畑でつかまえて』のペーパーバックを持っていたと警官たちは報告している。チャップマンは即座に手錠をかけられてパトカーの後部座席に押し込まれた。チャップマンは逃走しようとしたり、逮捕に抵抗したりする様子が全くなかったが、「君たちの夜を台無しにして悪かったね」と言ったのでカレン巡査は「ふざけるな、お前は自分が何をしでかしたのか分かっているのか？」と言い返したという。
その数分後に現場に到着したのは、ビル・ギャンブル巡査( Bill Gamble )とジェームズ・モラン巡査( James Moran )のチームであった。レノンはまだ僅かに意識を保っていたが、一刻を争う危険な状態にあったため、救急車を待たずにレノンをパトカーの後部座席へ乗せてルーズヴェルト病院へ搬送することにした。モラン巡査が瀕死のレノンの意識を保たせるため「あなたはジョン・レノンですか？」と問いかけると、苦しみながらレノンは頷いて「イエス」と答えたという。しかし別の報告によると、レノンは僅かに頷き喋ろうとしたが、喉からゴロゴロ音を出すことしかできず、その後すぐに意識を失ったという。

### 死亡
23時前にギャンブル巡査とモラン巡査がルーズヴェルト病院に到着したとき、救急救命室でレノンを迎えたのはステファン・リン博士( Dr. Stephan Lynn )であった。パトカーの後部座席からモラン巡査がレノンを背負って患者搬送用の台車付き担架の上に載せると、救急救命室へ搬送する途中、医師に複数の銃傷を受けた患者の処置を依頼した。レノンは到着時には脈拍がなく呼吸も止まっていた。リン博士と他の2人の医師、そして看護師1人が、15～20分かけてレノンを蘇生させるための処置を行った。リン博士は心拍を復活させるため、最終手段としてレノンの胸部を切開、直接手で心臓をマッサージしようとしたが、心臓周辺の血管の損傷が大きすぎることを発見した 。リン博士によれば、レノンの死亡宣告時刻は23時15分ごろであったとされるが、時刻は23時7分であったとする報告もある。病院の外科医は他の目撃者と同様、レノンの死亡が宣告された時に院内放送でビートルズの楽曲「オール・マイ・ラヴィング」が流れていたと語っている。
リン博士に夫の死を告げられたオノは「彼は眠ってるっていう事？」と質問したという。その後すすり泣きながら、「Oh no, no, no, no ...」「嘘だって言ってよ("tell me it's not true")」と言った。博士は、オノが倒れこんで床に頭を打ちつけ始めたが、看護師が彼女にレノンの結婚指輪を渡すと落ち着きを取り戻したと記憶している。オノはショック状態のなか、ゲフィン・レコードの社長デヴィッド・ゲフィンに付き添われてルーズヴェルト病院を後にした。
レノンの遺体は 1番街520にある市の遺体安置所に運ばれ、そこで検視が行われた。死因は、胸部と大動脈弓を貫通している複数の銃傷のため、循環血液量の80%以上を失ったことにより引き起こされた「出血性ショック」と報告された。レノンの背中に当たった4発の銃弾のうち、3発は胸部から外に出てレノンの体を貫通、もう1発は心臓のそばの大動脈に当たって止まっていたため、合計で銃傷は7つとなり、そのほぼすべてが致命傷であった。レノンは4発のホローポイント弾（標的に当たると膨張し、標的の体内を通る際に組織をより大きく損傷させる）で撃たれていた。そして弾丸の作用が及んだレノンの器官、特に左の肺と心臓周辺のおもな血管が、衝撃によりほとんど破壊されていた。リン博士は「もしレノンが処置の準備が整った外科医のチームが待機している処置室の中で同じように撃たれたとしても、損傷から生還することはできなかっただろう」と述べている。レノンの検視を担当した病理学医はその報告書において、どんなに迅速に医療処置を施したとしても、このように多くの銃傷を負って数分以上生存することは、誰にとっても不可能であると述べた。

### 死亡報道
全米にレノンの死を伝えた最初の報道は、 ABCのNFL中継番組「マンデーナイトフットボール」での、コメンテーターのハワード・コーセルによるアナウンスだった。
オノは病院に対し、自宅にいるショーンに自分で伝えるまでレノンの死をメディアに伝えないよう依頼していた。ショーンはおそらくテレビを見ており、父の死をテレビのアナウンスから知ってほしくないと言ったのである。
一方、同日の夕方、ルーズヴェルト病院の救急室で、バイク運転中に事故に巻き込まれたWABC-TVの報道プロデューサー、アラン・J・ワイス（Alan J. Weiss）が治療を待っていた。ワイスは2013年のCNNのシリーズ番組「Crimes of the Century」で、複数の警官が取り囲むようにするなか、レノンが台車つきの担架で救急救命室に運び込まれるところを見たと述べている。ワイスは何が起こったのかを知ると、放送局に電話でこの情報を伝えた。情報はやがて、ABCニュースの社長ルーン・アーリッジの命令系統にも伝わった。
ABCスポーツの社長でもあったアーリッジはその晩、「マンデーナイトフットボール」の総合プロデューサーを務めていた。アーリッジがレノンの死亡という情報を伝えられたときは、ニューイングランド・ペイトリオッツとマイアミ・ドルフィンズの試合が13点の同点で第4クォーターの後半を迎えたところで、ボールを得たペイトリオッツが決勝点を得ようと試みているところであった。アーリッジは、同番組の放送チームであるコーセルとフランク・ギフォードにレノンが死去した情報を伝え、テレビの視聴者に伝えることを提案した。
コーセルは1974年にレノンにインタビューしたことがあり、本ニュースを視聴者に伝えることに不安を感じたが、結局彼がニュースを伝えることになった。試合終了まで残すところ30秒からの2人のやりとりは以下の通りである。
コーセル: ... しかし、（試合は）突然、我々にも展開が見えてきました。ここでやめましょう。彼らは攻撃を急いでいます。
ギフォード: サードダウン、フォースか。フォアマン( Chuck Foreman )です... やはりフォースダウンのようです。キャヴァノー( Matt Cavanaugh )が最後のトライのために走ります。彼はこれ以上マイアミに機会を与えないよう時間をやり過ごすのでしょう。（ホイッスルが鳴る）残り3秒でタイムアウトです。ジョン・スミス( John Smith )がライン上にいます。でも、誰がライン上にいるかなんて気にしていられません。ハワード、放送席で我々が知った事をあなたは伝えなければ。
コーセル: はい、お伝えしなければなりません。誰が勝とうが誰が負けようが、これはただのフットボールの試合だという事を忘れないで下さい。口にするのもはばかられるような悲劇がニューヨークのABCニュースから伝えられました。ビートルズのメンバーの中でも、おそらく最も有名なジョン・レノンが、ニューヨークウェストサイド・マンハッタンの集合住宅の外で背後から2発の銃撃を受け、ルーズヴェルト病院に搬送されましたが、到着と同時に死亡が確認されたという事です。こんなニュース速報の後に試合に戻るなんてことはとてもできません。たとえそれが我々の仕事だとしても、そうでしょうフランク?
ギフォード: （しばらく間が空き）全く、その通りです。
レノンの死を全国に伝えた最初のテレビ放送は、CNNの通常のニュース番組の中で、ジャーナリストのキャスリーン・サリヴァンが伝えたものだった。サリヴァンは、レノンは銃撃されたが彼の状態はその速報の時点では不明である、と伝えた。NBC は、東海岸で放送されている「ジョニー・カーソンのトゥナイト・ショー」で、臨時速報としてレノンの死を伝えた。
ニューヨークのロック専門局WNEW-FM 102.7は直ちに全ての番組を中断、専用ダイヤルを開設してリスナーからの電話を受けつけた。やがて全米の放送局は、番組内容をレノンやビートルズ特集に急遽変更した。
地元のニュース局がレノンの死を報道すると、病院とダコタ・ハウスの前に群衆が集まり始めた。
翌日、オノは声明を発表した。「ジョンの葬儀は行われません。ジョンは人類を愛し、人類のために祈りました。彼のために同じことをしてください。愛をこめてヨーコ、ショーン（"There is no funeral for John. John loved and prayed for the human race. Please do the same for him. Love, Yoko and Sean."）」と述べた。

## 余波
この事件は、元ビートルズの3人にも大きなショックを与えた。イギリス・サセックスの農家に滞在していたポール・マッカートニーは「ジョンは偉大だった」と一言述べた後絶句。2週間ほど前にレノンと久しぶりに会い、年明けには新しいアルバムのためのレコーディングを一緒に行う予定だったリンゴ・スターは、バハマで恋人のバーバラ・バックとともに休暇を過ごしていたが、急遽ニューヨークに赴き、遺族を見舞った。自宅スタジオで新しいアルバムのレコーディングを行っていたジョージ・ハリスンはデレク・テイラーを通じて、レノンに敬意を表する声明を出した。
レノンの遺体は死から2日後の12月10日、ニューヨーク州ウエストチェスター郡ハーツデールにあるファーンクリフ墓地で火葬され、遺灰はオノに渡されたが、葬儀は行われなかった。
レノンの殺害に対しては世界中で、それまでにないほどの規模で深い悲しみが噴出した。オノは、ダコタ・ハウスの外で祈りを捧げる群衆に、歌声により眠ることができないと訴え、彼らに翌日曜日にセントラル・パークにふたたび集まり、10分間黙祷するように依頼した。1980年12月14日、ヨーコの呼びかけに応えた数百万の人々が世界中でジョンを追悼し、10分間の黙祷を捧げた。リヴァプールには3,000人が集まり、殺害現場のすぐ近くのニューヨークのセントラル・パークには、最大規模の225,000人以上が集まった。その10分間、ニューヨークのすべてのラジオ局は放送を中断した。また、少なくとも3人のビートルズ・ファンが後を追って自殺したため、オノは、レノンの死を悼む人々に対して、絶望に負けないよう広告を出して呼びかけた。
またオノは1981年になって、シングル「ウォーキング・オン・シン・アイス」とソロ・アルバム『シーズン・オブ・グラス』を発表した。アルバムのジャケットカバーにはレノンの血まみれの眼鏡の写真が使われた。

## 裁判
レノンの殺害に関して、彼の反戦運動やその影響力を嫌った「CIA関与説」などの陰謀説も囁かれたが、公式には単独犯行と断定された。
チャップマンは、精神疾患の申し立てを行おうとした弁護士の助言に反し、レノンの殺害について1981年に有罪の申し立てを行った。チャップマンは第2級謀殺（Second-degree murder）の罪で有罪となり、ニューヨーク州法において20年から終身までの無期刑を宣告された。20年後の2000年には、仮釈放の申請が可能になったため。2年ごとに仮釈放審査を受けた。しかし本人の精神に更生や反省が見られないこと、妻子への再犯の確率が高いこと、レノンの遺族が釈放に強く反対していること、釈放されてもレノンのファンに報復で殺害される危険性があるとして仮釈放申請を却下された。2020年、チャップマンは仮釈放申請の為の聴聞会で、ヨーコに対し謝罪の言葉を述べたが却下、2022年の12回目の仮釈放申請も却下され、2025年現在もウェンデ刑務所に服役中である。

## 追悼と記念

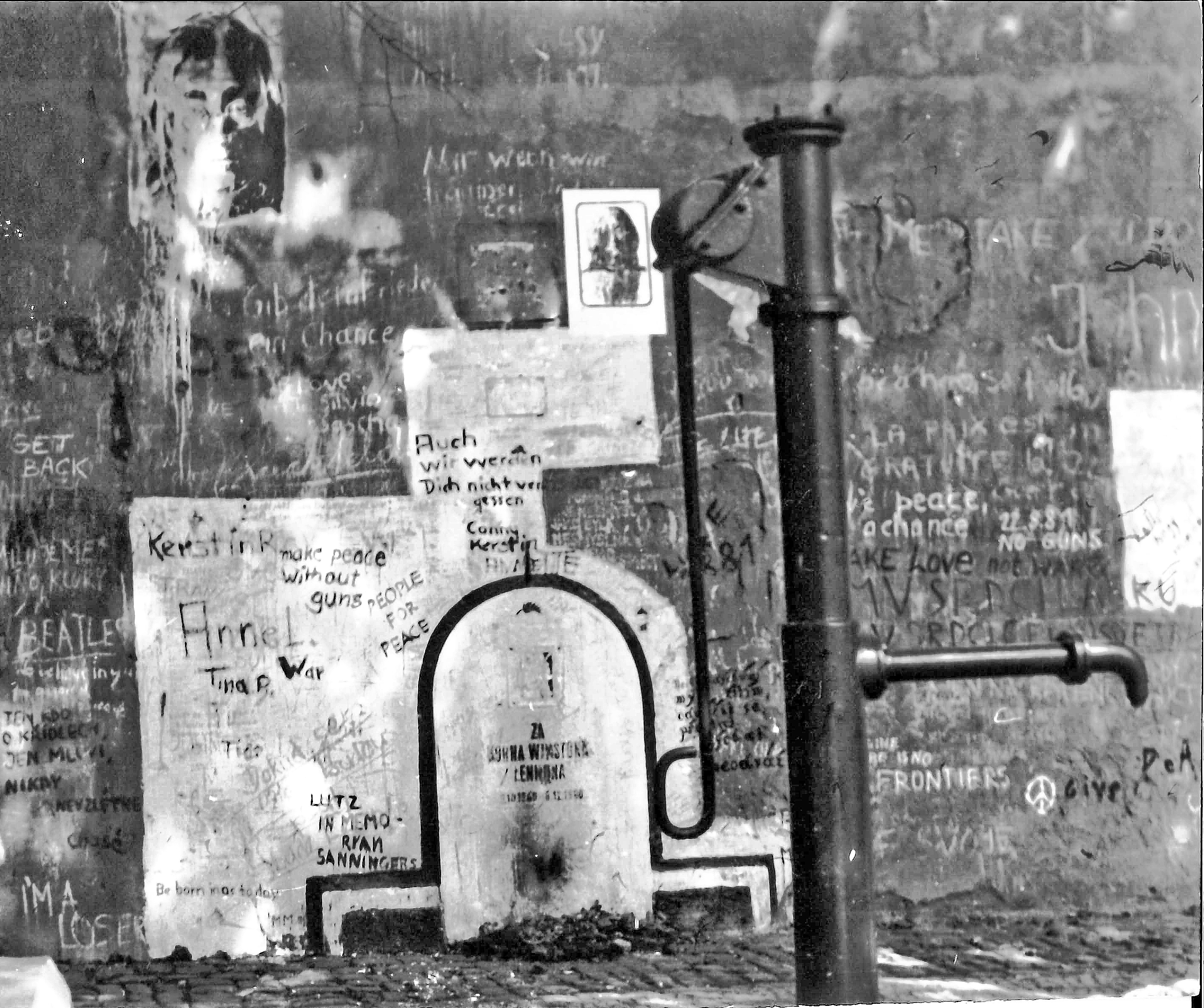
Memorial behind the 「 鉄のカーテン 」の向う側の記念物: プラハのレノンの壁 1981年8月

日本ではビートルズ・シネ・クラブにファンからの電話が殺到し、12月24日、同クラブ主催の追悼集会が日比谷野外音楽堂で行われた。ステージには『心の壁、愛の橋』のフォト・セッションで撮られたレノンの写真が大きく掲げられ、集会後、参加者がキャンドル片手に街を行進した。その後も節目ごとに追悼イベントが行われている。
アニー・リーボヴィッツが殺害当日に撮影した、全裸のジョンが妻を抱擁している写真は、『ローリング・ストーン』の1981年1月22日号の表紙となり、その号の大半はジョンの追悼記事、関係書簡、写真により占められた。2005年、アメリカ雑誌編集者協会(ASME)は、この表紙をこの40年間における最優秀の表紙に選んだ。
ハリスンは1981年5月に追悼曲「過ぎ去りし日々」を発表した。マッカートニーも1982年のアルバム『タッグ・オブ・ウォー』の中で、追悼曲「ヒア・トゥデイ」を発表した。
1975年にレノンとの共演で「真夜中を突っ走れ」と「ルーシー・イン・ザ・スカイ・ウィズ・ダイアモンズ」が2作連続全米1位となった エルトン・ジョンは、作詞家のバーニー・トーピンと共同で追悼曲「エンプティ・ガーデン」を録音した。この曲は、彼の1982年のアルバム「ジャンプ・アップ」に収録された後、6月にシングル・カットされ、ビルボード誌の全米シングルチャートで13位を記録した。エルトン・ジョンが1982年8月に、マディソン・スクエア・ガーデンで完売となったコンサートでこの曲を歌ったときには、オノとショーンも参加した。
クイーンは、アルバム『ザ・ゲーム』発表に合わせて行ったコンサート・ツアー「ザ・ゲーム・ツアー」中、彼の代表曲「イマジン」をカバーした。クイーンは、1982年のアルバム『ホット・スペース』でジョンに敬意を表し、フレディ・マーキュリーによる楽曲「ライフ・イズ・リアル（レノンに捧ぐ）」も発表している。
ロキシー・ミュージック はドルトムントのヴェストファーレンハレンで同年12月19日と20日に開かれた「Rock Pop」 に出演した際、レノンを追悼してブライアン・フェリーのお気に入りだった「ジェラス・ガイ」を最後に披露した。さらに彼等は翌週に同曲をスタジオ録音して1981年3月にシングルとして発表した。これは彼等の楽曲で唯一、全英シングルチャート1位を記録して2週間その座を保持した。短く編集されたものを含め、ロキシー・ミュージックやフェリーの様々なアルバムに収録されている。
ポール・サイモンは、1981年にレノンへのオマージュとして「ザ・レイト・グレイト・ジョニー・エース」を発表した。曲中では最初に1954年に銃で自殺したリズム・アンド・ブルースの歌手、ジョニー・エースについて歌われ、続けてレノンとビートルマニア現象が始まった1963年に暗殺されたジョン・F・ケネディ大統領にも言及している。この曲はサイモンの1983年のアルバム『ハーツ・アンド・ボーンズ』に収録された。
1970年代中ごろからレノンと親交のあったデヴィッド・ボウイは、「シリアス・ムーンライト・ツアー」において、レノンの命日にあたる1983年12月8日の香港コロシアムでの最終公演で、追悼曲を演奏した。ボウイは、レノンに最後に会ったのは香港でのことだったと述べ、続けて「1980年のこの日、12月8日に、ジョン・レノンはニューヨークのアパートの外で銃撃を受け、殺された」と述べたあと、レノンの「イマジン」をカバーした。
ピンク・フロイドのデヴィッド・ギルモア は、レノンの死への反応として「Murder」を作曲・録音し、1984年にギルモアのソロ・アルバム『狂気のプロフィール』で発表した。
桑田佳祐は事件を知ったとき、当時渋谷にあったザ・ビートルズ・クラブの事務所に衝動的に駆けつけ、1984年のサザンオールスターズのアルバム『人気者で行こう』に歌詞の中に「ノー・リプライ」や「ストロベリー・フィールズ・フォーエバー」などレノンのビートルズ時代の楽曲のタイトルを入れた「Dear John」を収録した。84年の日本武道館での本曲のライブはシングル「Bye Bye My Love (U are the one)」に収録されている。

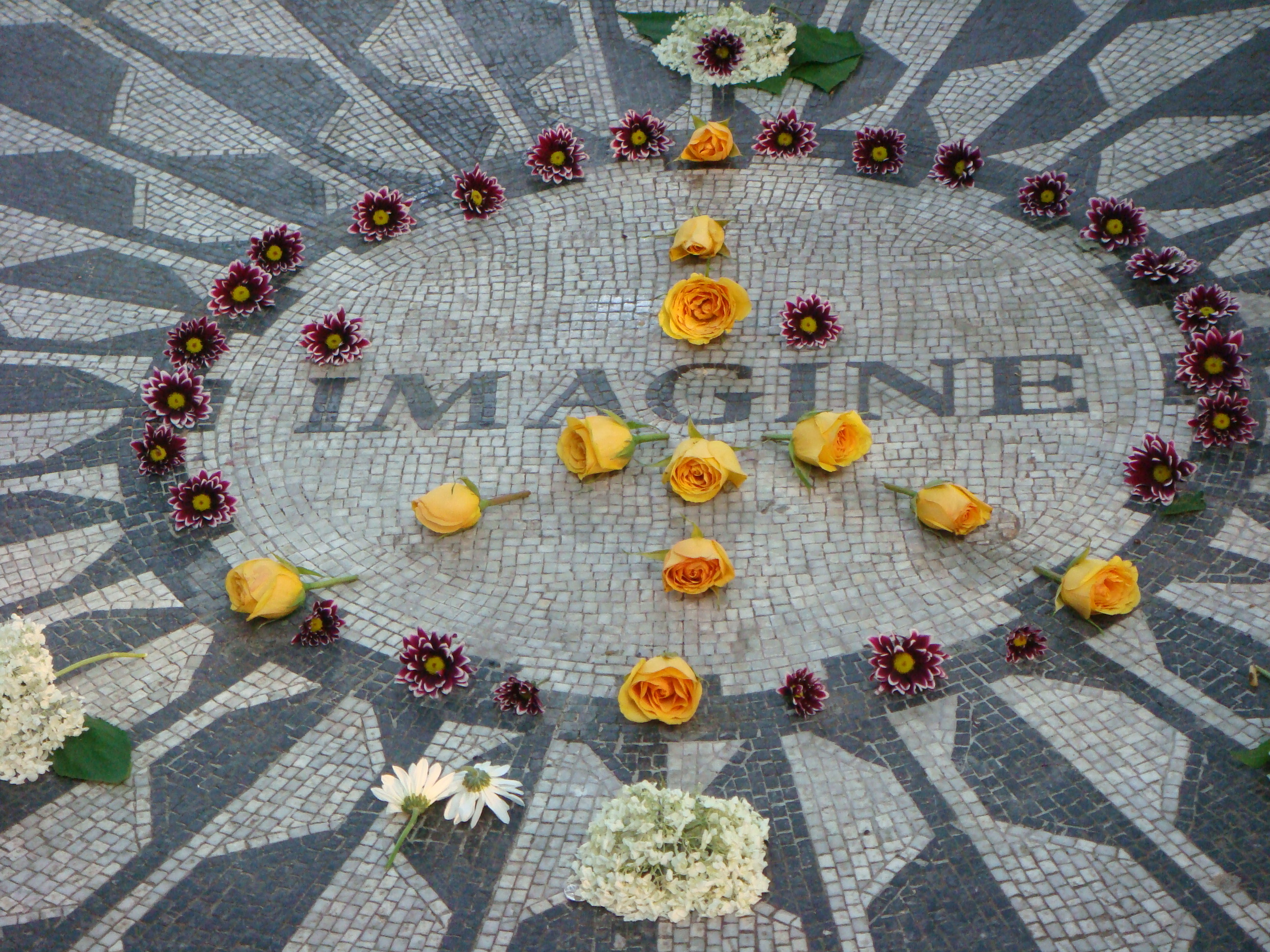
セントラル・パーク内の「ストロベリー・フィールズ」区画にあるイマジンの記念モザイク

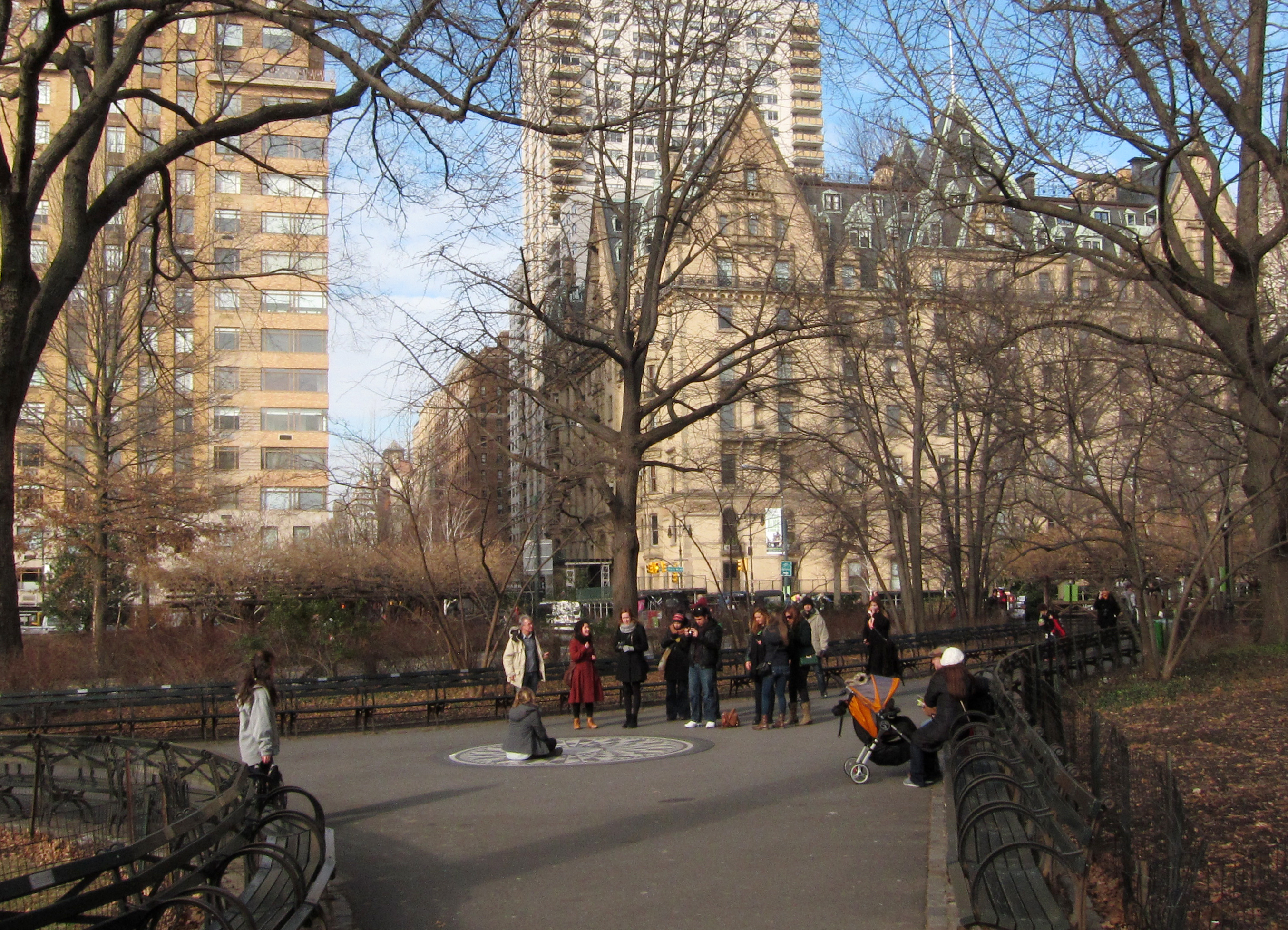
ストロベリー・フィールズ」とダコタ・ハウス

ハリウッドのキャピトル・レコード本社ビルの前では、毎年12月8日に記念式典が催されている。このときには、キャピトル・レコード本社ビルの近くのハリウッド・ウォーク・オブ・フェームにあるレノンの星型プレートに点火された蝋燭が供えられる。
1983年1月12日、ローウェル天文台のブライアン・スキッフ( B. A. Skiff )により発見された4147 Lennonは、レノンを記念して命名された。
1985年、ニューヨーク市は、セントラル・パーク内のダコタ・ハウスのすぐ近く、レノンがよく散策していた区域の一部をストロベリー・フィールズとして開所した。人々の団結の象徴として、世界中の国々がここに樹木を献呈したほか、イタリアのナポリ市は、この区画の目玉としてイマジンの記念モザイクを献呈した。プラハのマラー・ストラナにも、1986年に記念碑的なジョンの墓が建立され、チェコスロバキアの共産主義政権打倒のデモの開催地ともなった。
1990年、ワルシャワのある通りの名を、レノンを記念して再命名しようという市民グループが現れた。嘆願には支持者約5,000名の署名が集まり、議会ではすんなり可決された。
レノンは1991年、グラミー賞特別功労賞生涯業績賞を贈られた。
1994年には、グルジアの自治共和国で、事実上分離独立したアブハジア共和国が、過去の共産主義体制をちゃかすかのように、ウラジーミル・レーニンの代わりにレノン、カール・マルクスの代わりにグルーチョ・マルクスの肖像が印刷された記念切手を発行した。
2000年には、キューバの国家元首フィデル・カストロが、ハバナ市内の公園に建てられたジョンの銅像の除幕式を行っている。同年には、日本のさいたま市のさいたまスーパーアリーナ内にジョン・レノン・ミュージアムが設立された。
故郷リヴァプール市は2002年、市内の空港をリバプール・ジョン・レノン空港と改称し、レノンの「イマジン」の歌詞の一節「"Above us only sky"」をモットーとした。
2006年12月9日、メキシコのプエブラでは、レノンの音楽・文化・平和に対する貢献を讃える銘鈑が設置、公開された。
2007年12月9日、 アイスランドの首都レイキャヴィーク沖のヴィーズエイ島に、ヨーコはイマジン・ピース・タワーという記念物を設立した。毎年10月9日から12月8日の間、ジョンを記念して空に光による垂直の塔が投影されている。
2007年9月28日から9月30日までの間、スコットランドのダーネスでジョン・レノンノーザンライツフェスティバル( the John Lennon Northern Lights Festival )が開催され、ジュリア・ベアード（レノンの異父姉）が出席し、レノンの詩や自身の著作を朗読したほか、レノンのスコットランド人のみいとこ（三従兄弟）、スタンレー・パークス( Stanley Parkes )も出席した。また、全英から音楽家、画家、詩人が集まり、フェスティバルで芸を披露した。
2009年には、ロックの殿堂のニューヨークの別館で、ジョンの遺品や個人的な所持品などの展示会が開催された。展示物の中には殺害時にレノンが着ていた服も含まれており、ルーズヴェルト病院から返却された際の茶色の紙袋に入ったまま展示されていた 。ヨーコは今でも、12月8日になるとダコタのレノンの部屋の窓に明かりを灯したキャンドルを供える。
2012年にはボブ・ディランが、アルバム『テンペスト』」の中で、レノンの追悼曲「Roll on John」を発表した。

## 事件を描いた映画
レノンの殺害を描いた映画は2本あり、どちらも事件のおよそ25年後に公開されている。
1本目の『ジョン・レノンを撃った男』は2007年12月7日に公開された。監督はアンドリュー・ピディントン( Andrew Piddington )で、チャップマンをジョナス・ボール( Jonas Ball )が演じた。
もう1つの『チャプター27』は2008年3月28日に公開された。監督はジャレット・シェファーで、チャップマンをジャレッド・レトが演じた。レノン役は、偶然にも殺人犯とファーストネーム、ラストネームが同一の俳優、マーク・リンゼイ・チャップマンが演じた。

## ジョン・レノンの殺害に関連する作品
- 漫画版『ひとりずもう』 - さくらももこの自伝的漫画。第4回に、当事件の伝聞と、それを知って涙する友人が描かれている。
- 『まる子だった』 - さくらももこのエッセイ。「友達に英会話を習う」の章に、漫画版『ひとりずもう』で扱われた事柄の原典となる記述がある。
- 『ROCK OVER JAPAN』 - ARBの楽曲。歌詞に当事件のことと思しきフレーズが含まれている。
- 『NO.NEW YORK』 - BOØWYの1stアルバム『MORAL』に収録されているバージョンは間奏に当事件のラジオ・ニュースの音声が流れる。